# 시간 영역 천문학

초신성 폭발 후 NGC 2525 의 광도 곡선.

시간 영역 천문학은 천체가 시간에 따라 어떻게 변화하는지를 연구하는 학문이다. 갈릴레오의 태양흑점에 관한 편지에서부터 시작되었다고 전해지는 시간 영역 천문학은  태양계 너머의 변광성체 까지 포함하도록 확장되었다. 시간적 변화는 근본적인 이동이나 물체 자체의 변화로 인해 발생할 수 있다. 이 영역에 포함되는 일반적인 대상에는 신성, 초신성, 맥동성, 섬광성, 블레이자 및 활동 은하핵이 포함된다. 광학 시간 영역 조사에는 OGLE, HAT-South, PanSTARRS, SkyMapper, ASAS, WASP, CRTS, GOTO 및 베라 C. 루빈 천문대에서 곧 작동되는 LSST가 포함된다.
시간 영역 천문학은 주기적, 준주기적, 고유 운동이 큰 별을 포함한 다양한 유형의 변광성과 수명 주기 사건(초신성, 킬로노바) 또는 행동이나 유형의 다른 변화를 포함하는 일시적인 천문 현상을 연구한다. 별이 아닌 천체에는 소행성, 행성 이동, 혜성이 포함된다.
일시적인 현상은 밀리초에서 며칠, 몇 주, 심지어 몇 년까지 지속되는 천체나 현상을 말한다. 이는 우주의 은하 와 구성 별들이 진화하는 데 걸린 수백만 년 또는 수십억 년의 시간 척도와 대조된다. 이러한 용어는 초신성, 신성, 왜소신성 폭발, 감마선 폭발, 조석 교란 현상 과 같은 격렬한 심우주 현상과 미시중력렌즈 현상에 사용된다.
시간 영역 천문학에는 변광성과 그 변화에 대한 장기적 연구가 포함되며, 몇 분에서 수십 년 단위의 시간 척도에 걸쳐 진행된다. 연구 대상인 변동성은 주기적 또는 반주기적으로 맥동 변광성, 젊은 항성체, 격변변광성, 성진학 연구를 포함한 내재적인 변동성일 수 있고, 쌍성이나 트랜싯 현상에서의 식 현상, 펄사나 별의 흑점에서의 항성 자전, 미시중력렌즈현상으로 일어나는 외재적 변동성일수도 있다.
현대의 시간 영역 천문 조사에서는 자동화된 망원경을 사용하고, 순간적인 현상을 자동으로 분류하고 관심을 가지는 사람들에게 즉시 공지하는 방법을 자주 사용한다. 반짝 비교정은 두 사진판 사이의 차이점을 감지하는 데 오랫동안 사용되어 왔으며 디지털 사진이 이미지 쌍의 정규화를 용이하게 했을 때 이미지 뺄셈(image subtraction)이 더 많이 사용되었다.  넓은 시야가 요구되기에 시간 영역 작업에는 엄청난 양의 데이터를 저장하고 전송하는 작업이 필요하다. 여기에는 데이터 마이닝 기술, 분류 및 이질 데이터 처리가 포함된다.
시간 영역 천문학의 중요성은 2018년 독일 천문학회에서 안제이 쿠델스키(Andrzej Udalski) 에게 "다른 시간 척도에서 우주의 물체의 밝기 및 기타 매개변수의 변동성을 연구하는 시간 영역 천문학이라는 새로운 천체물리학 연구 분야의 성장에 대한 선구적 기여"로 카를 슈바르츠실트 메달을 수여함으로써 인정되었다. 또한 2017년 단 데이비드 상(Dan David Prize)은 시간 영역 천문학 분야의 세 명의 주요 연구자인 닐  닐 게렐스(Neil Gehrels)( 스위프트 감마선 폭발 임무 ), 시리니바스 쿨카르니(Shrinivas Kulkarni) 팔로마 임시 공장(Palomar Transient Factory), 안제이 우달스키(Andrzej Udalski) ( 광학 중력 렌즈 실험 )들 에게 수상되었다.

## 역사
망원경이 발명되기 전에는 은하수 내부나 근처에서 맨눈으로 볼 수 있는 일시적 현상은 매우 드물었고, 심지어는 수백 년 간격을 두고 발생하기도 했다. 그러나 이러한 현상은 고대에도 기록되어 왔었다. 예를 들어 1054년 중국, 일본, 아랍 천문학자들이 관측한 초신성이나 티코 브라헤가 2년 후 사라질 때까지 관찰한 "티코의 초신성"으로 알려진 1572년의 현상이 있다.  망원경으로 더 먼 거리의 사건을 볼 수 있게 되었음에도 시야가 좁았다. 일반적으로 1 평방도 미만이어서 적절한 시간에 적절한 장소를 볼 수 있는 가능성은 낮았다. 슈미트 카메라와 광시야각 천체 사진기는 20세기에 발명되었지만, 주로 정적인 하늘을 전천탐사하는 데 사용되었다.
역사적으로 시간 영역 천문학에는 혜성의 출현과 세페이드  변광성의 밝기 변화가 포함되었다.  최근에는 하버드 대학교 천문대가 보관하고 있던 1880년대부터 1990년대 초까지의 오래된 천문판이 DASCH 프로젝트를 통해 디지털화되고 있다.
대형 CCD 검출기가 천문학계에 도입되면서 일시적 현상에 대한 관심이 더욱 커졌다. 1990년대에 더 넓은 시야와 더 큰 검출기를 갖춘 망원경이 사용되면서, 최초의 대규모 정기적인 탐사 관측이 시작되었다. 이것은 광학 중력 렌즈 실험 및 MACHO 프로젝트 와 같은 미시중력렌즈의 관측에 선구적인 역할을 하였다. 이러한 노력은 미시중력렌즈 현상 자체의 발견과 더불어 인류에게 알려진 훨씬 더 많은 변광성들을 탄생시켰다. 팔로마 임시 공장, 가이아 우주선, LSST 와 같은 이후의 전문적인 천체 탐사에서는 더 희미한 천체에 대한 천체 모니터링 범위 확대, 더 많은 광학 필터, 더 나은 위치 및 고유 운동 측정 기능에 초점을 맞췄다. 2022년, 중력파 광학 과도 관측기(GOTO)가 중성자별 간 충돌을 찾기 시작하였다.
현대의 장비는 인간의 눈에는 보이지 않는 파장 (전파, 적외선, 자외선, X선)을 관찰할 수 있는 능력을 갖추게 만들었다. 이런 다양한 파장에 인한 분석으로 인하여 일시적인 현상을 연구할 때 얻을 수 있는 정보의 양이 늘어나게 되었다.
전파천문학에서 LOFAR는 일시적인 전파 현상을 찾고 있다. 전파 시간 영역 연구에는 오랫동안 펄사와 섬광(scintillation)이 포함되어 왔다. X선과 감마선의 과도 현상을 찾는 프로젝트로는 체렌코프 망원경 배열(Cherenkov Telescope Array, CTA), eROSITA, AGILE, 페르미 우주망원경, HAWC, INTEGRAL, MAXI, 스위프트 감마선 폭발 임무, 우주 변광성체 모니터(Space Variable Objects Monitor) 등이 있다. 감마선 폭발은 잘 알려진 일시적 고에너지 전자기파 현상이다.  현재 제안 되어있는  위성인 ULTRASAT 위성은 초신성이 발생한 후 몇 분 안에 이를 감지하는 데 특히 중요한 자외선 파장에서 200평방도 이상의 영역을 지속적으로 관찰할 것으로 예정되어 있다.